# حسنی‌اوغلو (تاش‌اوا)
حسنی‌اوغلو (به لاتین: Hüsnüoğlu) یک منطقهٔ مسکونی در ترکیه است که در تاشوا واقع شده‌است.